# Liste der Kulturgüter in Merzligen
Die Liste der Kulturgüter in Merzligen enthält alle Objekte in der Gemeinde Merzligen im Kanton Bern, die gemäss der Haager Konvention zum Schutz von Kulturgut bei bewaffneten Konflikten, dem Bundesgesetz vom 20. Juni 2014 über den Schutz der Kulturgüter bei bewaffneten Konflikten sowie der Verordnung vom 29. Oktober 2014 über den Schutz der Kulturgüter bei bewaffneten Konflikten unter Schutz stehen.
Es sind weder A-Objekte noch B-Objekte auf dem Gemeindegebiet ausgewiesen, Objekte der Kategorie C fehlen zurzeit (Stand: 20. März 2024). Unter übrige Baudenkmäler sind Objekte zu finden, die im Bauinventar des Kantons Bern als «schützenswert» verzeichnet sind.

## Übrige Baudenkmäler
Hinweis: Als Objekt-Identifikator (ID) wird die Grundstücksnummer verwendet.
| ID  | Foto |                 | Objekt                                 | Typ | Standort                              | Beschreibung |
| --- | ---- | --------------- | -------------------------------------- | --- | ------------------------------------- | ------------ |
| 4   | ja   | Datei hochladen | Gefechtsdenkmal (1824)                 | K   | St. Niklaus N.N. 585316 / 215890      |              |
| 25  | ja   | Datei hochladen | Brunnen (1722/23)                      | K   | Jensgasse N.N. 585797 / 215148        |              |
| 64  | ja   | Datei hochladen | Bauernhaus (1786)                      | G   | Jensgasse 10 585987 / 215268          |              |
| 120 | ja   | Datei hochladen | Bauernhaus (1708)                      | G   | Jensgasse 4 585888 / 215203           |              |
| 136 | ja   | Datei hochladen | Ehemaliges Bauernhaus (1839)           | G   | Jensgasse 3 585848 / 215188           |              |
| 175 | ja   | Datei hochladen | Ehemaliges Bauernhaus (1860)           | G   | St. Niklausstrasse 22 585380 / 215581 |              |
| 227 | ja   | Datei hochladen | Ehemaliges Bauernhaus (1860)           | G   | Holzmattweg 49 585392 / 215589        |              |
| 258 | ja   | Datei hochladen | Ofenhaus / Stöckli (18. Jh.)           | G   | Jensgasse 1 585823 / 215176           |              |
| 258 | BW   | Datei hochladen | Bauernhaus (1839)                      | G   | St. Niklausgasse 2 585799 / 215172    |              |
| 265 | ja   | Datei hochladen | Speicher / Stöckli (17. Jh.)           | G   | Jensgasse 2a 585863 / 215161          |              |
| 338 | BW   | Datei hochladen | Ofenhaus-Stöckli (1800)                | G   | Dorfstrasse 5 585762 / 215084         |              |
| 340 | ja   | Datei hochladen | Ehemaliger Ofenhaus-Speicher (um 1800) | G   | Moosgasse 3c 585917 / 215155          |              |

Hinweis zur Legende: Anstelle der KGS-Nummer wird als Objekt-Identifikator (ID) die Grundstücksnummer verwendet.